# (4152) Weber
(4152) Weber ist ein Hauptgürtelasteroid, der am 15. Mai 1985 von Ted Bowell vom Lowell-Observatorium aus entdeckt wurde.
Der Asteroid wurde nach dem deutschen Komponisten, Dirigenten und Pianisten Carl Maria von Weber (1786–1826) benannt.